# Busch (Odenthal)

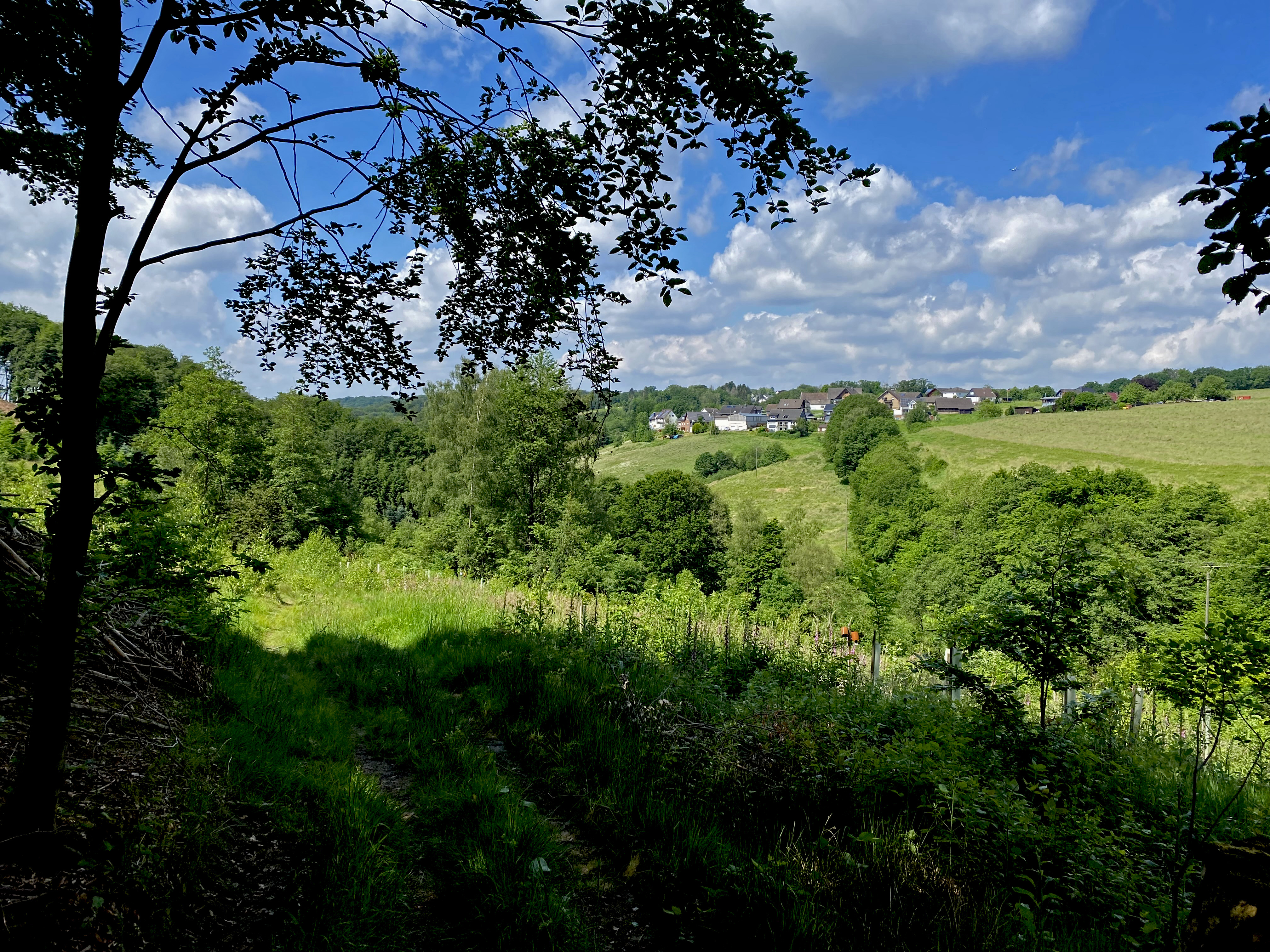
Blick von Keffermich über das NSG Buscher Bachtal auf Busch

Busch ist ein Ortsteil in Oberodenthal in der Gemeinde Odenthal im Rheinisch-Bergischen Kreis. Er liegt auf der Höhe etwa 500 m östlich von Scheuren.

## Geschichte
Der Name Busch verdeutlicht, dass es hier früher einen reinen Waldsaum von Laubwald gegeben hat. Der Ort Busch entstand im Mittelalter als Lehngut des Herrenhofs Holz. In den Jahren 1499–1502 hatte Hans Pyl, der Inhaber von Gut Busch, jährlich 16½ Heller an die Abtei Altenberg zu zahlen.
Während des Spanischen Erbfolgekriegs hatten auch die Odenthaler ihre Beiträge zur Landesverteidigung zu leisten. In diesem Zusammenhang hatte Busch neun Faschinen und 27 Pfähle zu stellen.
Im Mittelalter war Busch Teil der bergischen Honschaft Breidbach. Die Topographia Ducatus Montani des Erich Philipp Ploennies, Blatt Amt Miselohe, belegt, dass der Wohnplatz 1715 als Hof kategorisiert wurde und mit Busch bezeichnet wurde. Carl Friedrich von Wiebeking benennt die Hofschaft auf seiner Charte des Herzogthums Berg 1789 als Busch. Aus ihr geht hervor, dass Busch zu dieser Zeit Teil von Oberodenthal in der Herrschaft Odenthal war.
Unter der französischen Verwaltung zwischen 1806 und 1813 wurde die Herrschaft aufgelöst und Busch wurde politisch der Mairie Odenthal im Kanton Bensberg zugeordnet. 1816 wandelten die Preußen die Mairie zur Bürgermeisterei Odenthal im Kreis Mülheim am Rhein.
Der Ort ist auf der Topographischen Aufnahme der Rheinlande von 1824 als Büsche und auf der Preußischen Uraufnahme von 1840 als Busch verzeichnet. Ab der Preußischen Neuaufnahme von 1892 ist er auf Messtischblättern regelmäßig als Busch verzeichnet.
Seit 1966 verfügte der Ort über eine Versorgungsleitung für Trinkwasser.
| Jahr | Einwohner | Wohn- gebäude | Kategorie  | Politische / kirchliche Zugehörigkeit         |
| ---- | --------- | ------------- | ---------- | --------------------------------------------- |
| 1822 | 58        |               | Ackergüter | Bürgermeisterei Odenthal, Kirchspiel Odenthal |
| 1830 | 69        |               | Ackergut   | Bürgermeisterei Odenthal, Kirchspiel Odenthal |
| 1845 | 48        | 7             | Ackergüter | Bürgermeisterei Odenthal, Kirchspiel Odenthal |
| 1871 | 30        | 7             | Hofstelle  | Bürgermeisterei Odenthal, Kirchspiel Odenthal |
| 1885 | 46        | 8             | Ortschaft  | Bürgermeisterei Odenthal, Kirchspiel Odenthal |
| 1895 | 35        | 6             | Ortschaft  | Bürgermeisterei Odenthal, Kirchspiel Odenthal |
| 1905 | 37        | 8             | Ortschaft  | Bürgermeisterei Odenthal, Kirchspiel Odenthal |

## Wanderwege
Durch die Ortschaft führen die Themenwanderwege „Mühlenroute“ und „Höhenroute (Odenthal)“. Außerdem liegt Busch auf dem Rundweg A4, der zwischen Scheuren und Eikamp um und durch das Scherfbachtal (NSG) führt.

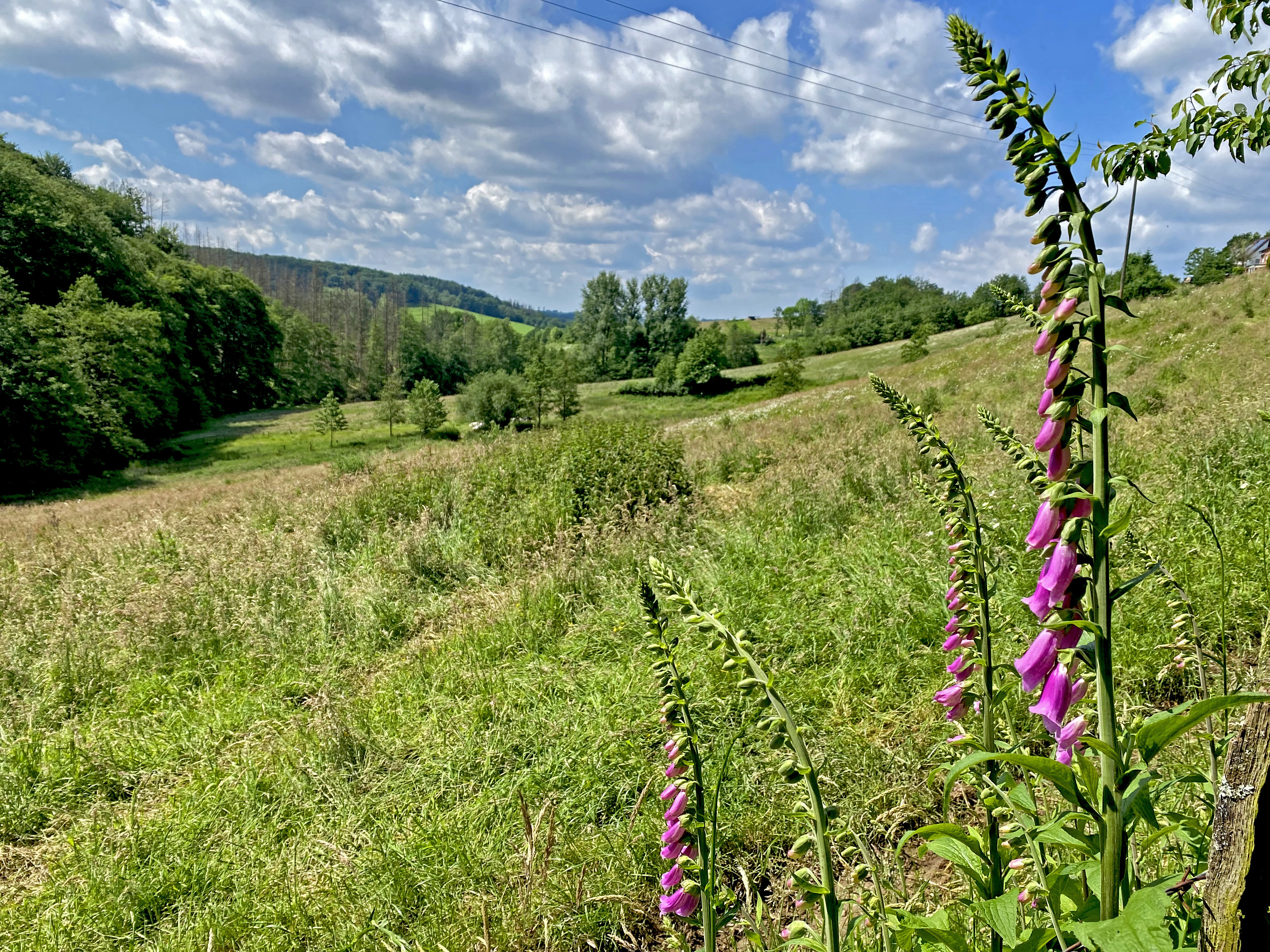
Blick in das NSG Buscher Bachtal
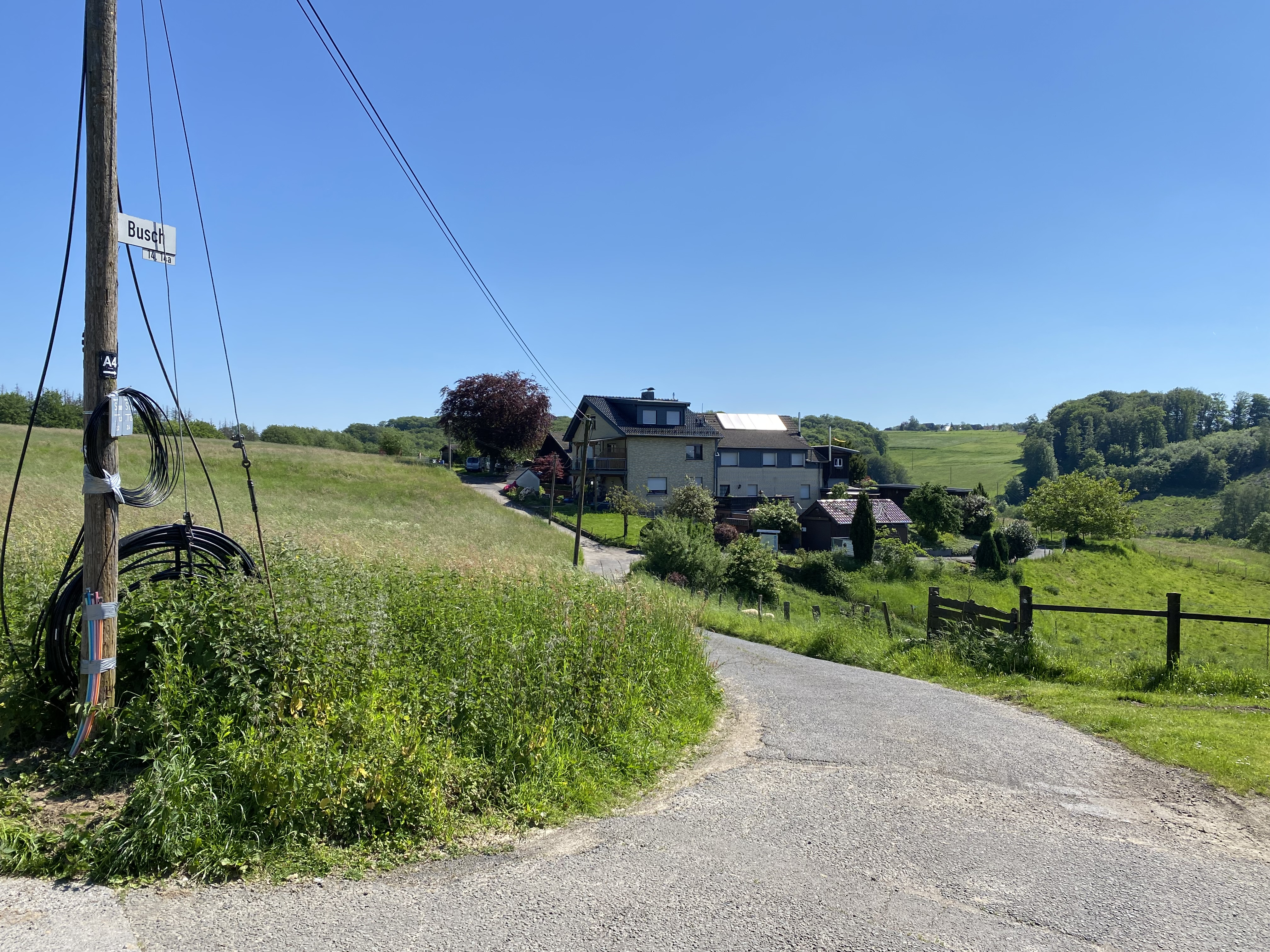
Busch (Odenthal)
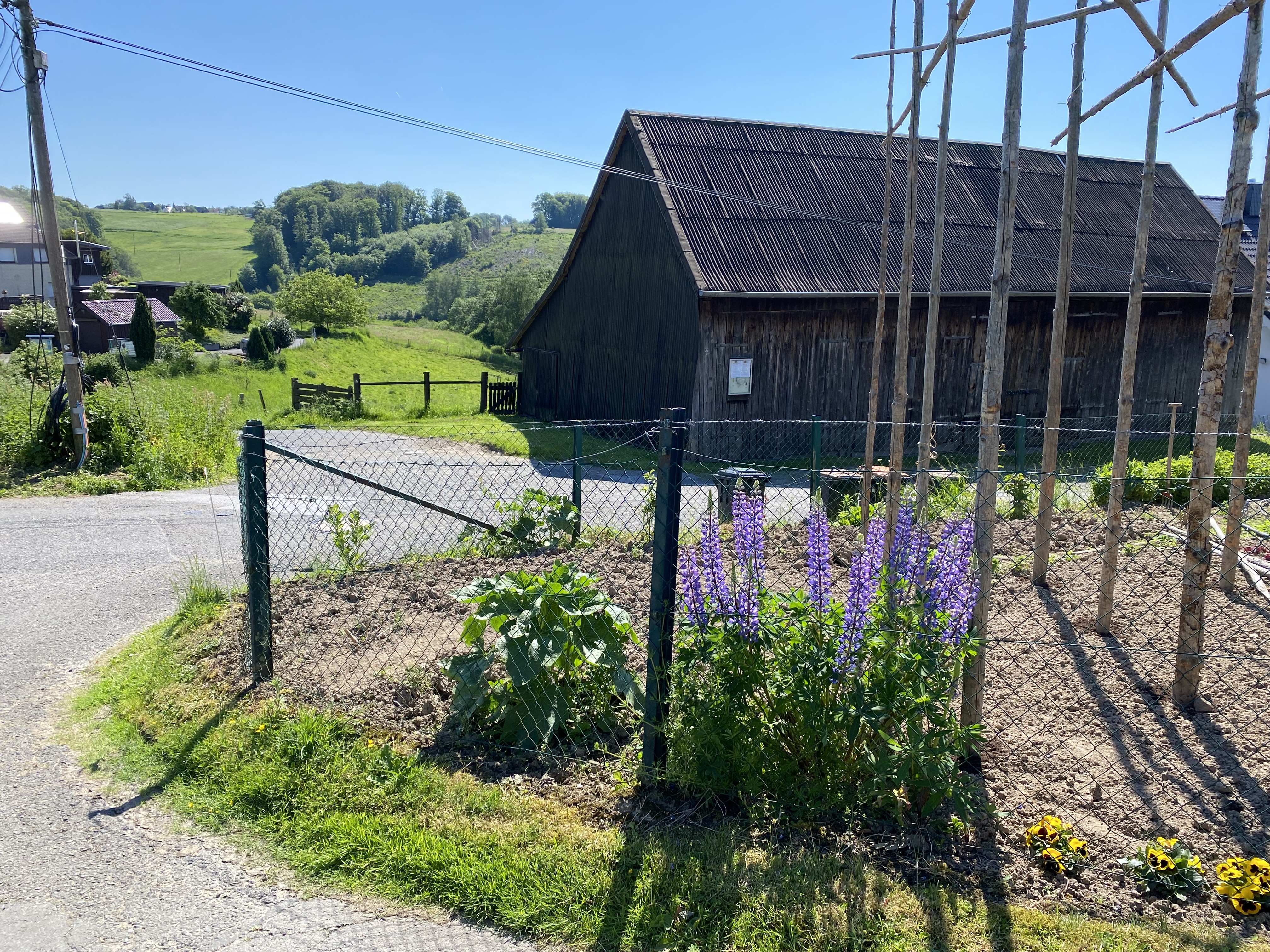
Holzscheune – Bauerngarten
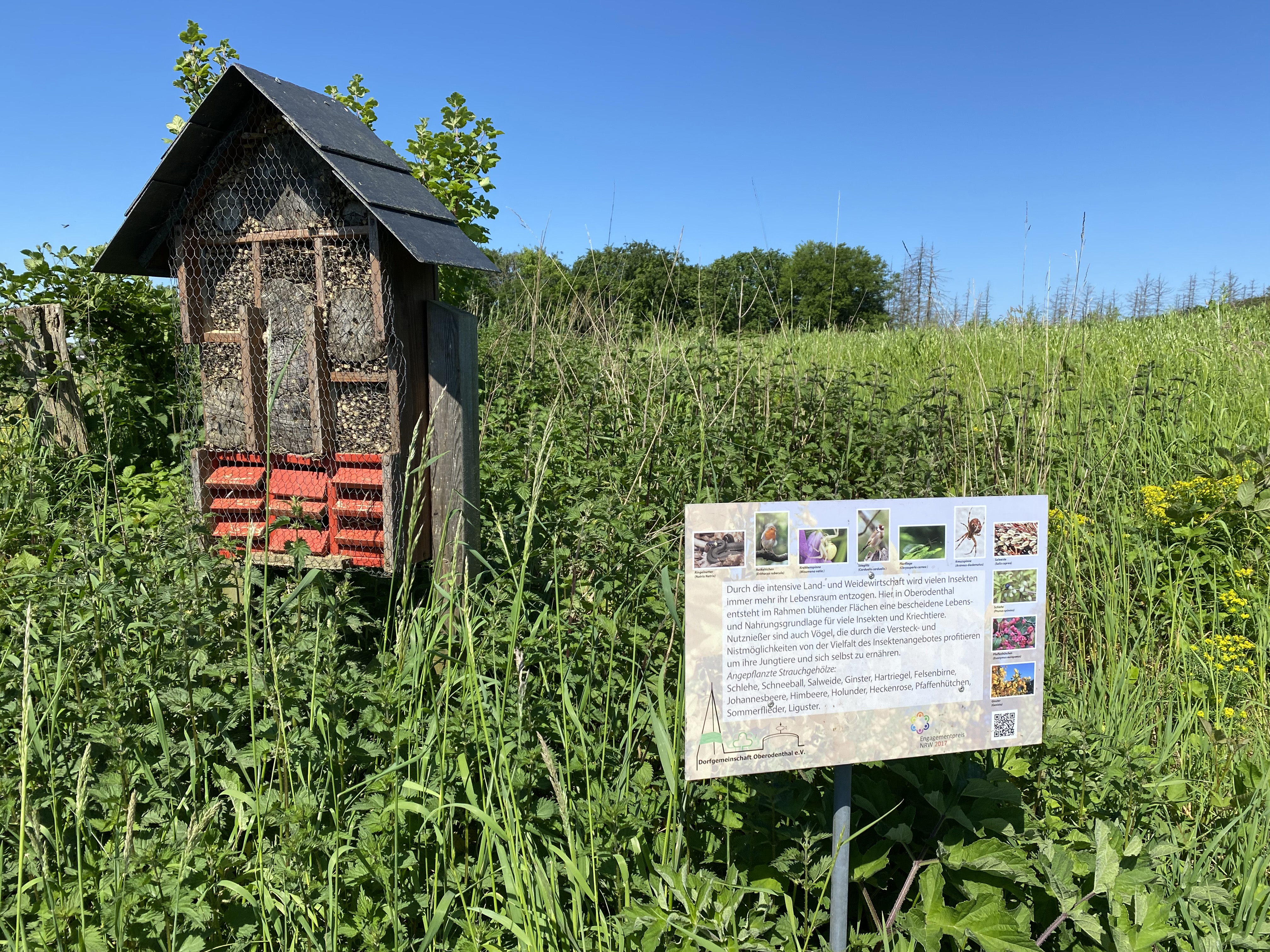
Insektenschutz in Busch
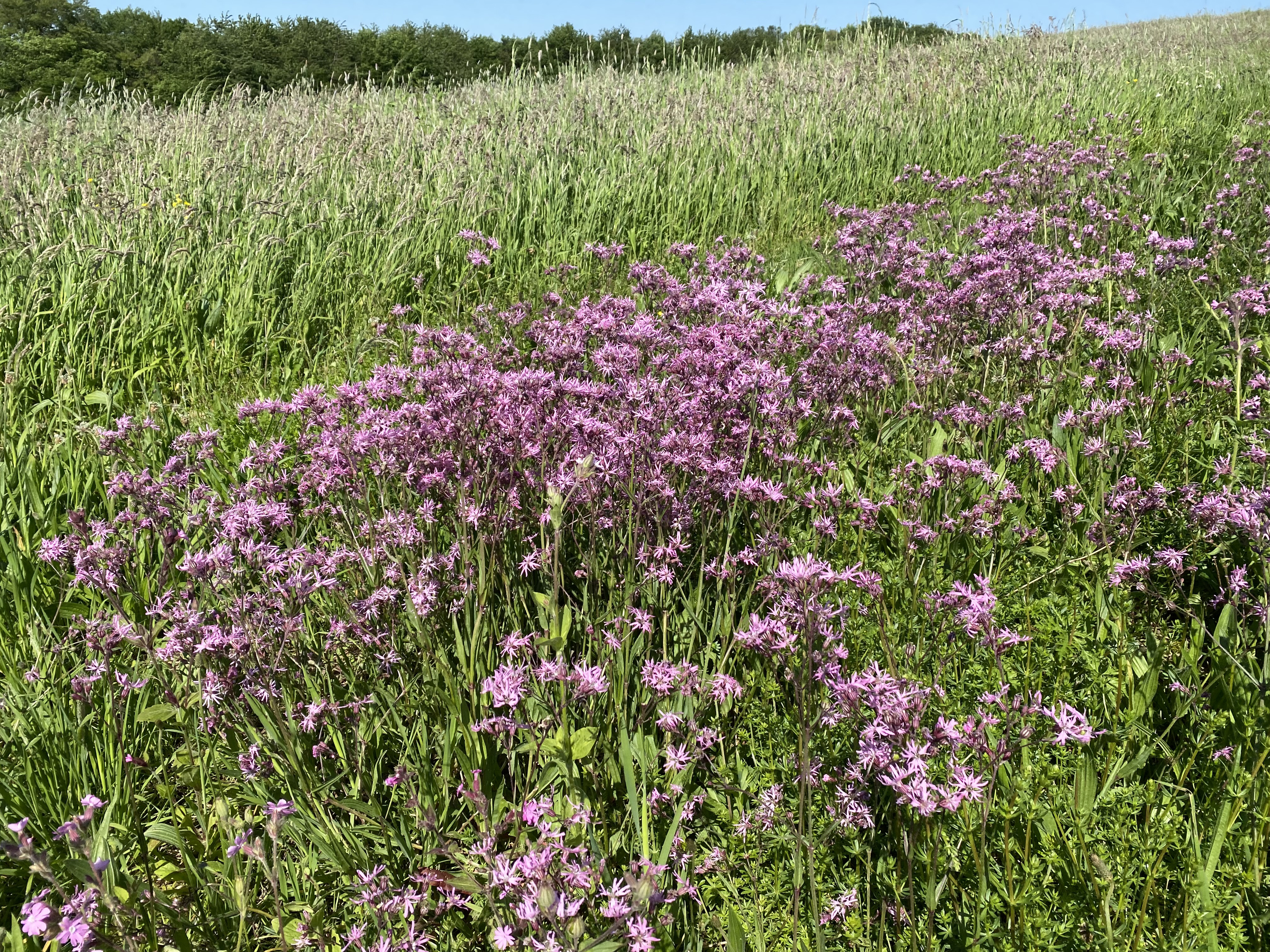
Insektenschutz – Blühstreifen mit Kuckucks-Lichtnelke
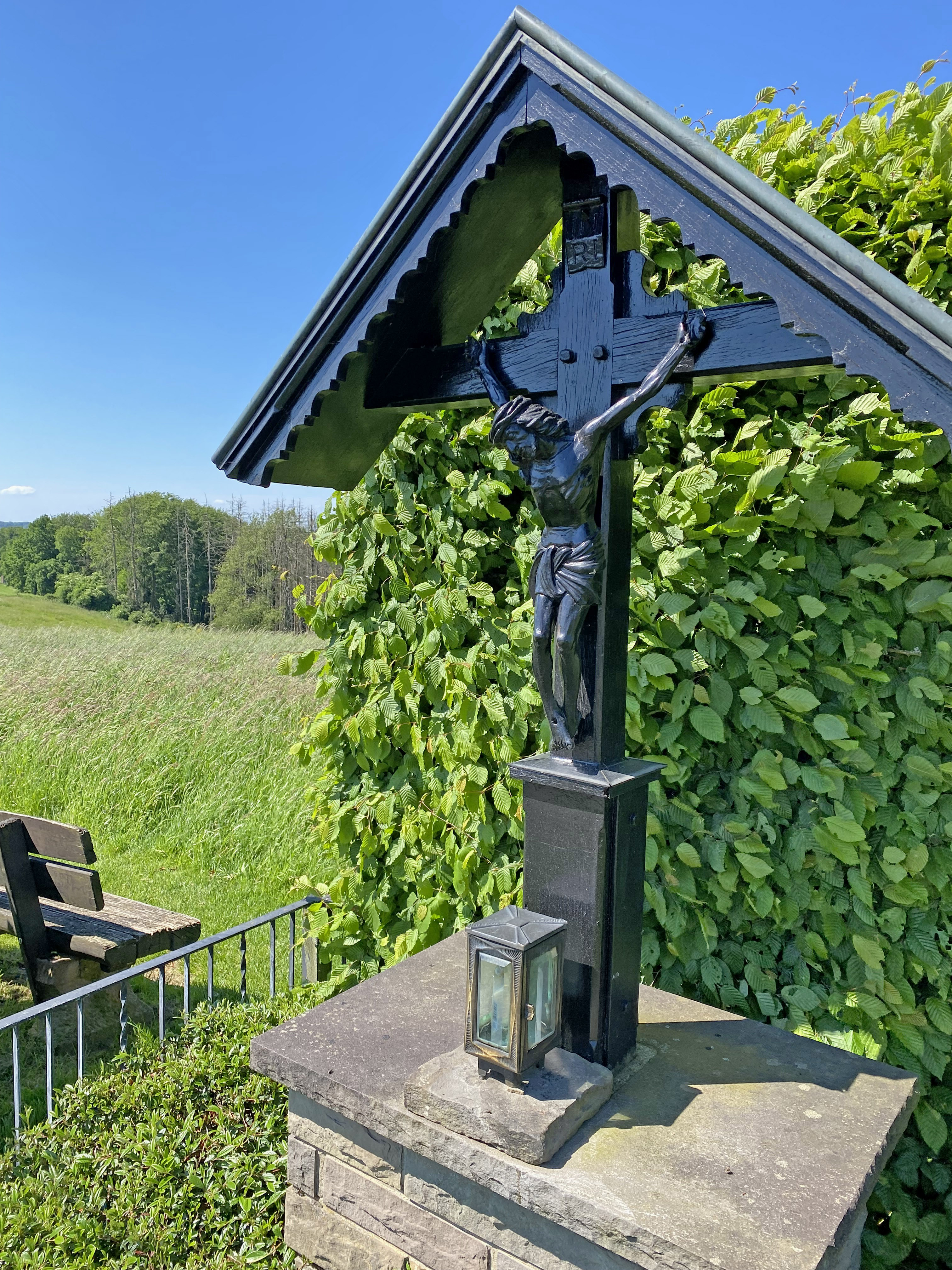
Wegekreuz nördlich Busch